# NGC 3411
NGC 3411 (NGC 3402) je eliptična galaktika zviježđu Vodenoj zmiji. Naknadno je utvrđeno da je ovo ista galaktika kao i NGC 3402.

## Vanjske poveznice
- (eng.) SEDS: NGC 3411
- (eng.) Revidirani Novi opći katalog
- (eng.) Izvangalaktička baza podataka NASA-e i IPAC-a
- (eng.) Astronomska baza podataka SIMBAD
- (eng.) VizieR